# Seconda battaglia di Rellano
La seconda battaglia di Rellano fu combattuta presso l'omonima cittadina ferroviaria del Chihuahua (Messico settentrionale) il 22 maggio 1912 tra le forze ribelli del generale Pascual Orozco e le forze federali del generale Victoriano Huerta. La battaglia si risolse con la sconfitta orozchista e il conseguente arresto della ribellione di Orozco contro il governo di Francisco Madero, culminata con la vittoria nella prima battaglia combattuta in città nel marzo dello stesso anno, quando il rivoluzionario aveva sconfitto un altro esercito governativo.

## Retroscena
Dopo il rovesciamento del regime di Porfirio Díaz, a cui prese parte, Pascual Orozco divenne insoddisfatto del modo in cui Francisco Madero gestiva il Messico. Fu anche contrastato dalle sue ambizioni personali quando Madero nominò Venustiano Carranza Segretario della Difesa e Abraham González Casavantes governatore del Chihuahua. Di conseguenza, nel marzo del 1912, Orozco si dichiarò formalmente in rivolta contro Madero.
Il 24 marzo 1912, Orozco sconfisse un esercito federale sotto il generale José González Salas che era stato inviato per catturarlo, vicino alla stazione ferroviaria di Rellano. Questo segnò il culmine della sua ribellione, poiché controllava tutto il Chihuahua tranne la città di Parral, che era difesa da Pancho Villa che era rimasto fedele a Madero. Orozco procedette ad attaccare la città. Mentre Villa alla fine dovette ritirarsi da Parral, la sua ostinata resistenza diede il tempo cruciale a un altro esercito federale, sotto Victoriano Huerta, per dirigersi a nord verso il Chihuahua e affrontare nuovamente Orozco. Villa si unì a Huerta, che era il comandante della División del Norte, e fu posto sotto il suo comando.

## La battaglia
Lo scontro iniziale tra la forza di Huerta e Villa e i ribelli di Orozco ebbe luogo presso una stazione ferroviaria di Conejos, a nord di Torreón, Coahuila. Lì, le forze federali respinsero con successo diversi attacchi dei Colorados (come i seguaci di Orozco erano noti grazie alle loro bandiere rosse) e li respinsero. Nel ritiro, gli uomini di Orozco abbandonarono tre dei loro cannoni, il che si rivelò cruciale nell'impegno che seguì.
Dopo essersi assicurato la parte posteriore e aver ricevuto ulteriori rinforzi da Madero (la cui riassegnazione alleggerì la pressione su Emiliano Zapata, anche lui in rivolta nel Morelos) Huerta iniziò a spostarsi a nord alla ricerca di Orozco, lungo la ferrovia. Come nella prima battaglia di Rellano, le truppe di Orozco fecero a pezzi i binari mentre si ritiravano per rallentare le forze federali, e poi si trincerarono nel canyon attorno alla stazione ferroviaria di Rellano. Orozco presidiò entrambi i lati del canyon, ma avendo perso diversi cannoni a Conejos aveva solo artiglieria sufficiente per equipaggiare la collina occidentale.
All'arrivo alla stazione di Rellano, Huerta fece fare a Villa diversi attacchi per sondare i nemici. Sebbene questi fossero facilmente respinti dagli uomini di Orozco, rivelarono le loro posizioni e il fatto che la collina orientale mancava del supporto di artiglieria. Di conseguenza, la notte del 22, Huerta ordinò a Villa di salire sulla collina, mentre l'artiglieria federale bombardava entrambe le posizioni ribelli per nascondere i movimenti delle truppe. Non appena Villa ebbe successo, Huerta spostò la sua artiglieria in questa posizione appena catturata. Poiché la collina orientale del canyon era più alta di quella occidentale, da questo punto i federali furono in grado di far piovere fuoco di artiglieria sugli Orozchisti. I ribelli tentarono di riconquistare la collina, ma di fronte al fuoco di artiglieria furono respinti. Huerta continuò a bombardare i ribelli e alle 9:45 del mattino seguente ordinò una carica di cavalleria grazie a cui dopo alcune ore di combattimenti, fece sloggiare i ribelli dalle loro posizioni.
I Colorados in ritirata salirono a bordo dei treni che li stavano aspettando alla stazione e lasciarono l'area. Le truppe di Huerta, che stavano esaurendo le scorte, non furono in grado di impegnarsi nell'inseguimento immediato. A questo punto, Orozco tentò una variante di una tattica che aveva impiegato con successo nella prima battaglia di Rellano. Lì, Orozco aveva una locomotiva piena di dinamite (la loco loco o la máquina loca), che quindi inviò contro le truppe federali in arrivo. Questa volta, ordinò ai suoi uomini di scavare i binari dietro di loro, nella speranza che Huerta fosse troppo ansioso di inseguirlo per prendere le dovute precauzioni. Sfortunatamente per Orozco, una delle miniere fece esplodere prematuramente, danneggiando solo un vagone con carbone e avvertendo Huerta del possibile pericolo. Di conseguenza, Huerta procedette con più attenzione, e i suoi ingegneri riuscirono a trovare tutte le mine rimaste piazzate dagli uomini di Orozco.
Alla fine Huerta raggiunse i ribelli alla stazione ferroviaria di Bachimba. Dopo aspri combattimenti, le truppe di Orozco, demoralizzate e riluttanti ad affrontare l'artiglieria di Huerta, fuggirono verso Chihuahua e poi si sparpagliarono in piccoli gruppi di guerriglieri.

## Conseguenze

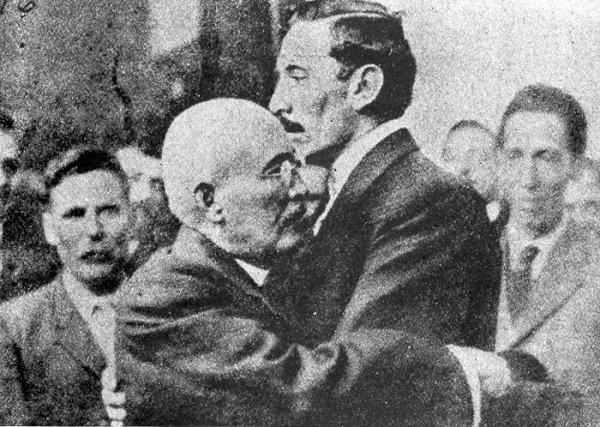
Victoriano Huerta (a sinistra) e Pascual Orozco insieme.

Questa battaglia permise a Victoriano Huerta di riconquistare tutto il Chihuahua, ed entrò vittorioso nella capitale regionale l'8 luglio. Ciudad Juárez venne ripresa nello stesso mese. Un giovane generale costituzionalista, Álvaro Obregón, si distinse nella pacificazione del Chihuahua e del Durango.
Orozco andò in esilio negli Stati Uniti.
Nonostante la vittoria e la soppressione della ribellione però, questi avvenimenti  acuirono i rapporti, già tesi, tra Francisco Madero e Huerta. Il generale chiedeva di essere promosso per aver sconfitto il nemico ma Madero, temendo che Huerta potesse accrescere ancora di più il suo potere all'interno del governo e del Paese, già molto alto, rifiutò e, al contrario, gli chiese il congedo per vecchiaia. Madero non riuscì a intuire in tempo la minaccia che rappresentava Huerta al potere democratico. Infatti il generale l'anno seguente attuò un colpo di Stato contro il presidente noto come "Decade tragica" (9-19 febbraio 1913) in cui Madero il suo vicepresidente José María Pino Suárez furono assassinati. Conquistato il potere, Huerta offrì a Orozco di tornare in Messico per servire il nuovo governo autoritario e il rivoluzionario accettò. Ironia della sorte, i due ex-nemici si ritrovarono a combattere insieme contro i vecchi sostenitori di Madero, ora guidati da Venustiano Carranza e furono sconfitti nel 1914. Orozco tornò negli Stati Uniti dove morì assassinato al El Paso nell'agosto 1915, mentre stava cercando di tornare in Messico. Anche Huerta morì a El Paso agli inizi del 1916.